# Birch River (Lake Claire)
Der Birch River (englisch für „Birken-Fluss“) ist ein etwa 588 km langer Zufluss des Lake Claire im Norden der kanadischen Provinz Alberta.

## Flusslauf
Der Birch River entspringt im Birch Mountains Wildland Provincial Park nördlich des Namur Lake. Er fließt anfangs in überwiegend nordwestlicher Richtung. Nach der Einmündung des Harper Creek von links wendet sich der Birch River nach Ostnordost, nimmt den Alice Creek von rechts auf und mündet schließlich in den Lake Claire. Der Birch River hat eine Länge von etwa 380 km. Am Pegel unterhalb der Einmündung des Alice Creek beträgt der mittlere Abfluss 32 m³/s.